# نديم البيطار
نديم البيطار (1924 - 25 أغسطس 2014) مفكر لبناني ذو توجه قومي عروبي.

## سيرة
ولد في عكار بلبنان، تلقى تعليمه في معاهد باريس والولايات المتحدة
حصل على دكتوراة في علم الاجتماع ودكتوراة في العلوم السياسية وعمل بالتدريس في الجامعات الأمريكية والكندية بعد ان استقر في المهجر منذ العام 1965.
تركزت كتابته باللغة العربية حول الرؤية العلمية في الفكر القومي العربي.
وجه خطابه في مؤلفاته إلى الوحدويين العرب وهم حسب تعريفه من نذروا حياتهم لقضية الوحدة .
استهدف بمؤلفاته وضع نظرية وحدوية علمية جامعة بين يدي الوحدويين العرب للرجوع اليها في نضالهم الوحدوي حتى اقامة الدولة العربية الواحدة
يعتبر أشهر علماء الاجتماع العرب منذ ابن خلدون .
وصفه المفكر القومي الدكتور عصمت سيف الدولة بـ (نبي الوحدة) وذلك في كتابه حوار مع الشباب العربي اثناء حديثه عن كتاب الدكتور نديم البيطار الايديولوجيا الانقلابية الصادر عام 1964.
توفى في الولايات المتحدة الأمريكية في 25 أغسطس 2014 عن تسعين عاماً. وعكست وصيته التزامه الوحدوي حيث أوصى ان تحرق جثته وينثر رمادها على الحدود المصرية – الليبية تعبيراً عن تعلقه، وهو اللبناني، بأقطار أمّته.

## مؤلفات
1. قضية العرب الفلسطينية
2. الإيديولوجية الثورية
3. من التجزئة …إلى الوحدة) مركزدراسات الوحدة العربية
4. النظرية الاقتصادية والطريق إلى الوحدة العربية
5. (جذور الإقليمية الجديدة)، معهد الإنماء العربي،
6. (نحو الارتباط بمصر الناصرية)، والطريق الوحدة العربية
7. (دور النظرية الثورية)، معهد الإنماء العربي، بيروت،
8. (حدود الهوية القومية، نقد عام) دار الوحدة، بيروت
9. (هل يمكن الاحتكام إلى الولايات المتحدة في النزاع العربي الإسرائيلي؟) معهد الإنماء العربي، بيروت
10. من الحقيقة الإنسانية إلى الحقيقة الانقلابية)،دار الطليعة، بيروت
11. (الفعالية الثورية في النكبة) ،دار الطليعة، بيروت،
12. من النكسة إلى الثورة، دار الطليعة، بيروت
13. المثقفون والثورة) المجلس القومي للثقافة العربية الرباط،
14. (التجربة الثورية بين المثال والواقع) المجلس القومي للثقافة العربية، الرباط،
15. الناصرية ومقاصدنا الثورية 1972
16. الصراع العربي الإسرائيلي 1978
17. فكرة المجتمع الجديد
18. حدود اليسار الثوري
19. نقد التفسير الاقتصادي للتاريخ
20. نقد الطريق الاقتصادي كاداة للاتحاد السياسي
21. الحزب الثوري
22. حدود الإقليمية الجديدة-

والعديد من الدراسات والمقالات والمحاضرات